# Rysslands damlandslag i innebandy
Rysslands damlandslag i innebandy representerar Ryssland i innebandy på damsidan.

## Historik
Laget spelade sin första landskamp den 10 mars 1995 i Borlänge, då man förlorade med hela 0-22 mot  Sverige.

### Fotnoter
1. ↑  Olsson, Persson, Olsson, Persson. Innebandy. Rabén & Sjögren